# Victor Simon
Victor Fernand Joseph Simon ( Carnières, 22 maart 1888 - ? 1972) was een Belgisch uitvinder.

## De roerzeef
Zijn uitvinding is de heel bekende voedselmolen, roerzeef in Nederland (Passe vite in België). Onterecht soms toegeschreven aan de oprichter van Moulinex. De aanvraag van het octrooi gebeurde te Morlanwelz op 4 februari 1928 voor de snelle versnijding van groenten en andere. Op 8 juni van hetzelfde jaar werd er op de verbetering ook een octrooi aangevraagd.
Zijn vrouw hield een dagboek bij en daar werd volgende omschrijving teruggevonden.

### Beurs van Brussel, een succes
Op de beurs van Brussel van 1928 werd de Passe-vite voor het eerst voorgesteld en te koop aangeboden. De stand was heel eenvoudig en ze hadden met moeite een dozijn toestellen kunnen klaarstomen. Het werd een groot succes en alles werd verkocht.

### Uitbreiden
Het kleine atelier in de Polychêne straat 125 was te klein en dus werd er verhuisd naar een oude platinerie In de Brunehautstraat in Carnières. Men haalde toen de energie van een waterrad dat elke morgen op gang moest gezet worden.
Al snel moest men nog een uitbreiden en werd een grond gekocht in de Centenaire laan te Carnières (toen nog Sint-Elooisstraat) om er een fabriek op te bouwen.
Op 31 mei 1929 werd het bedrijf "SIMON ET DENIS" boven de doopvont gehouden, samen met Richard Denis.

### Concurrenten
Eenmaal de opstartfase gepasseerd, kende het bedrijf een grote bloei en fabriceerde meer dan 5 miljoen "passe-vites".
Het bedrijf kreeg wel af te rekenen met veel namaak uit zowel binnen- als buitenland. Eén concurrerende firma had tegen het einde van het proces, 15 miljoen toestellen gemaakt.
Jarenlang werd voor de Belgische markt slechts één model gemaakt. Doch later kwam er een kleiner model voor de Franse markt en ook een voor de horeca met een stevig statief. Later volgenden nog raspen en een peterseliesnijder.
Op 6 maart 1978, 50 jaar na het eerste octrooi, werd de productie stopgezet door het faillissement.